# Kane kvantni računar
Kane kvantni računar je predlog za skalabilni kvantni računara koj je predložio Bruce Kane 1998. godine, koji je tada bio na Univerzitetu u New South Vales.
Često se pominje kao hibrid između kvantne tačke i kvantnih računara nuklearne magnetne rezonance (NMR) , računar Kane baziran je na nizu individualnih atoma donatora fosfora ugrađenih u čistu silicijumsku mrežu. U računu učestvuju i nuklearni spinovi donatora i spinovi donorskih elektrona.
Za razliku od mnogih kvantnih računskih računanja, Kane kvantni kompjuter je u principu skalabilan na proizvoljan broj kubita (qubit-kvantni bit). Ovo je moguće jer se kubiti mogu pojedinačno adresirati električnim sredstvima. 

## Opis
Prvobitni predlog zahteva da donatori fosfora budu postavljeni u niz sa razmakom od 20nm, približno 20nm ispod površine. Izolacioni sloj oksida se na vrhu silikona. Metal A kapije je depozit oksida iznad svakog donora, i K kapija između susednih donora. Donori fosrora su izotopski čisti 31P, koji imaju nuklearni spin od 1/2. Silicijumska podloga je izotopski čista 28Si koja ima nuklarni spin 0. Korišćenjem nuklearnih spinova P donora kao metod da se ekodiraju kubiti ima dve velile prednosti. Prva je to što stanje ima ektremno dugačko vreme dekoherenicije, možda po redosledu 1018 sekundi u millikelvinima. Kao druga prednost se smatra to što se kubitima može manipulisati primenom oscilacionog magnetnog polja, kao u tipičnim NMR predlozima. Promenom napona na ulazu A, moguće je da se promene Larmor frekvencije pojedinačnih donora. To im omogućava da se adresiraju pojedinačno, dovodeći specifične donore u rezonancu sa primenjenim oscilacionim magnetnim poljem. 
Sami nuklearni spinovi neće značajno uzajamno delovati sa drugim nuklearnim spinovima koji su udaljeni 20nm. Nuklarni spinovi su korisni za izvođenje jedno-kubitnih operacija. Ali da bi se napravio računar su takođe potrebna dva-kubita. Ovo je uloga elektronskog spina u dizajnu. Pod kontrolom A-kapije, spin se prenosi sa jezgra na donorski elektron. Zatim se potencijal primenjuje na J kapiju, privljačeći susedne donorske elektrone u zajedničku regiju, značajno poboljšavajući interakciju između susednih spinova. Kontrolišući napon na J kapiji, dva kubita su moguća. 
Kejnov predlog za čitanje je bio da se primeni električno polje da se podstakne spin-zavisno tunel efekat elektrona da bi transformisali dva neutralna donora u  D+–– stanje, tj. dva elektronske orbitale sa istim donorom. Onda se prekomereno punjenje se detektuje pomoću jedno elektronskog tranzistora. Ovaj metod ima dve velike poteškoće. Prva je ta što D– stanje ima snažnu vezu sa okolinom i time kratku dokoherentnost. Drugi, možda značajni, problem je taj što nije jasno da li  D– stanje ima dovoljno dug životni vek da dozvoli isčitavanje-elektronsi tuneli u provodnom pojasu.

## Razvoj
Nakon Kajnove predloga, pod voćstvom Roberta Clark-a I sada Michelle Simmons, u potrazi za realizacijom Kane kvantum računara je postao primarni kvantni računarski napon u Australiji. Teoretičari su dali veliki broj predloga za unapređivanje čitanja. Eksperimentalno, demonstrirano je atomski-precizno odlaganje atoma fosfora koristeći tehniku skenirajući tunelski mikroskop (STM) tehniku. Takođe je postignuta detekcija kretanja pojedinačnih elektrona između malih, gustih klastera donora fosfora. Grupa ostaje optimistična da se može izgraditi praktična kvantni računar. Druge grupe smatraju da se ideja treba modifikovati.